# Tropidonophis
Tropidonophis es un género de serpientes de la subfamilia Natricinae. Sus especies se distribuyen por Filipinas, la Wallacea, la mitad norte de Australia y Melanesia.

## Especies
Se reconocen las siguientes:
- Tropidonophis aenigmaticus Malnate & Underwood, 1988
- Tropidonophis dahlii (Werner, 1899)
- Tropidonophis dendrophiops (Günther, 1883)
- Tropidonophis dolasii Kraus & Allison, 2004
- Tropidonophis doriae (Boulenger, 1897)
- Tropidonophis elongatus (Jan, 1865)
- Tropidonophis halmahericus (Boettger, 1895)
- Tropidonophis hypomelas (Günther, 1877)
- Tropidonophis mairii (Gray, 1841)
- Tropidonophis mcdowelli Malnate & Underwood, 1988
- Tropidonophis montanus (Lidth De Jeude, 1911)
- Tropidonophis multiscutellatus (Brongersma, 1948)
- Tropidonophis negrosensis (Taylor, 1917)
- Tropidonophis novaeguineae (Lidth De Jeude, 1911)
- Tropidonophis parkeri Malnate & Underwood, 1988
- Tropidonophis picturatus (Schlegel, 1837)
- Tropidonophis punctiventris (Boettger, 1895)
- Tropidonophis statistictus Malnate & Underwood, 1988
- Tropidonophis truncatus (Peters, 1863)